# Igreja Nova (Alagoas)
Igreja Nova is een gemeente in de Braziliaanse deelstaat Alagoas. De gemeente telt 23.807 inwoners (schatting 2009).
De gemeente grenst aan Penedo, Porto Real do Colégio en São Sebastião en Junqueiro.